# Xã Williams, Quận Sangamon, Illinois
Xã Williams (tiếng Anh: Williams Township) là một xã thuộc quận Sangamon, tiểu bang Illinois, Hoa Kỳ. Năm 2010, dân số của xã này là 3.446 người.